# Wszyscy jesteśmy lesbijkami
Wszyscy jesteśmy lesbijkami – album muzyczny zespołu Anti Dread wydany w 2007 r. przez wytwórnię Jimmy Jazz Records. Muzyka tworzona przez zespół i prezentowana w ramach tego albumu zaliczana jest do gatunku punk rock, częściowo w stylistyce zbliżonej do punk'77, street punk/oi! i rock and roll. Był to trzeci album muzyczny w historii kapeli.

## Historia
Zespół muzyczny Anti Dread powstał w 2003 r., w Szczecinie. Pod koniec tego właśnie roku wytwórnia Jimmy Jazz Records wydała pierwszy, debiutancki album grupy. Otrzymał on tytuł „14 seksistowskich piosenek”. Następny, drugi album grupa wydała na początku 2005 r. pod tytułem „Jeszcze więcej seksistowskich piosenek”.
Następny album zespół wydał w 2007 r. Otrzymał on tytuł „Wszyscy Jesteśmy Lesbijkami”. Premiera handlowa płyty miała miejsce 21.05.2007 r.. Nagrania zostały zrealizowane w nowym, zmienionym składzie, w szczególności z nowym wokalistą Andrzejem Haraburda. Singlem promującym album był utwór „Reklamówka z Netto”. Kilka utworów przedpremierowo zaprezentowano od 23.04.2007 r. w internetowym radiu ULICZNIK.net. Także przed wydaniem albumu znany już był utwór „Roko”, choć w innej wersji niż zamieszczonej w albumie. Znalazł się on bowiem na składance Prowadź mnie ulico vol. 3 wydanej w 2006 r. Album ten został wydany w ramach serii zatytułowanej Prowadź mnie ulico.
Kolejny album grupa wydała już w 2008 r. pod tytułem „Zestaw do samobójstwa”.

## Album i jego wydanie
Wydawcą albumu była wytwórnia Jimmy Jazz Records. W ramach katalogu tej wytwórni otrzymała ona numer JAZZ 103. Nośnikiem danych dla ścieżki dźwiękowej była jedna płyta kompaktowa. Zamieszczono w nim 13 utworów muzycznych. Czas trwania nagrań wynosi 37 minut i 6 sekund. Została ona umieszczona w opakowaniu standardowym typu digipack. Wydawnictwo otrzymał następujący kod EAN: 5905674940735 (Barcode: 5 905674 940735). Okładka została zaprojektowana przez Łukasza, członka zespołu Bilety Do Kontroli.

## Skład zespołu
Zespół wydał ten album w następującym składzie:
- Maciej "CL-Boy" Kiersznicki – gitara / instrumenty klawiszowe
- Kacper Kosiński – perkusja
- Paweł "Piguła" Czekała – gitara
- Mirosław "Planeta małp" Lipniewski – gitara basowa
- Andrzej Haraburda – wokal[16].

## Utwory
| lp. | tytuł                     | czas (min:sek) |
| --- | ------------------------- | -------------- |
| 1   | Zabawka                   | 3:06           |
| 2   | Zanim świat runie w gruzy | 2:56           |
| 3   | Reklamówka z netto        | 3:03           |
| 4   | Zniszczyłaś mnie          | 3:05           |
| 5   | Tajna armia               | 1:54           |
| 6   | Moja droga życia          | 2:49           |
| 7   | Roko                      | 2:59           |
| 8   | On płonie w tobie         | 3:08           |
| 9   | Włoski automat            | 3:03           |
| 10  | Muszę ją mieć             | 2:24           |
| 11  | Mam erekcję               | 2:30           |
| 12  | Zgubiłem mózg             | 3:01           |
| 13  | Dupy i forsa              | 3:08           |

## Covery
Zespół inspirując się między innymi twórczością innych kapel, w repertuarze zawartym w tym albumie posiada zrealizowane przez siebie covery, w tym utwory następujących wykonawców:
- Cock Sparrer[13][14][15] („Secret Army” – „Tajna Armia”[15])
- The Dictators[13][14][15] („Pussy and Money” – „Dupy i forsa”[15])
- Turbonegro[13][14][15] („I Have Erection” – „Mam erekcję”[14][15]).

## Teledysk i koncert
Po wydaniu albumu w ramach działań promocyjnych zespół nagrał teledysk do utworu „Zabawka”. Nagranie i montaż filmu zostały zrealizowane latem 2007 r. przez Mania Studio. Został on udostępniony na własnej stronie internetowej wytwórni Jimmy Jazz Records oraz w serwisie internetowym YouTube, a także na niektórych innych stronach internetowych zespołu. Kapela zagrała także ówcześnie otwarty, darmowy koncert na Deptaku Bogusława w Szczecinie. Wydarzenie odbyło się 6.07.2007 r..

## Muzyka i teksty
Niewątpliwie muzyka zawarta w albumie zaliczana jest do gatunku muzycznego jakim jest punk rock. Charakteryzuje się ona melodyjnym brzmieniem, które sprawia, że stylistycznie w sposób czytelny nawiązuje do stylu punk 77 i rock and roll, sięgając nawet stylistyki popowo-punkowej.
Pod względem przekazu płynącego z tekstów utworów to oczywiście nie brakuje charakterystycznego dla Anti Dread spojrzenia z przymrużeniem oka na sprawy damsko-męskie, z uwzględnieniem odwiecznej walki płci. Nie brakuje jednak poruszania, choć w tej niego lekkiej konwencji, także spraw poważniejszych dotyczących ludzkiego znieczulenia, braku zgody na otaczającą rzeczywistość, braku perspektyw, wątpliwej możliwości samorealizacji, w tym micie dotyczącym kariery, degradacji ziemi, czyli spraw wobec których nie można przejść obojętnie.

## Odbiór i oceny
Zaskakująco spójny na temat tego albumu jest przekaz płynący z recenzji dwóch niezależnych krytyków muzycznych, którzy zgodnie podają, że pierwsze jego przesłuchania przyniosły negatywne oceny i rozczarowanie. Jednakże kolejne, stopniowe odsłuchiwania zmieniły początkowe wrażenia na zdecydowanie pozytywne. Zgodność opinii dotyczy także między innymi muzyki, którą określa się jako melodyjną, rock and rollową, czy wręcz popowo-punkową. Jest w niej jednak sporo przebojowości, lekkości, luzu i po porostu zabawy. Na uwagę zasługuje widoczny stały rozwój grupy pod względem instrumentalnym, dzięki czemu w tej kategorii utwory są po prostu dobre. Takie same oceny dotyczą także teksów utworów. I choć zawarte na płycie covery są na ogół bardzo dobrze oceniane, tym bardziej, że pochodzą od zespołów zaliczanych do klasyków punk rocka świadomego, zaangażowanego, bezkompromisowego i walczącego, to jednak niektóre kompozycje własne Anti Dread przebijają je, czy wręcz kładą na łopatki.
Spośród bardziej bezpośrednich określeń na zawartość albumu, piosenek, płyty wymienić można takie jak: pedalska, lewa i słodka. Nie brakuje stwierdzeń, że płyta jest po prostu „świńska” i większość utworów nie ma zbytnio szans na prezentacje w rozgłośniach radiowych.